# Flandria (vlinder)
Flandria is een Afrotropisch geslacht van vlinders van de familie van de dikkopjes (Hesperiidae), uit de onderfamilie van de Hesperiinae. Dit geslacht is voor het eerst wetenschappelijk beschreven door Torben Bjørn Larsen in een publicatie uit 2013.

## Soorten
- Flandria flandria (Evans, 1956)
- Flandria kelembaensis (Strand, 1918)
- Flandria weberi (Miller, 1964)